# Кнут Йонссон
Кнут Йонссон (*Knut Jonsson, д/н — 1347) — голова ріксрота (Державної ради), ріксдротс (сенешаль королівства) Швеції у 1311—1314 та 1322—1333 роках.

## Життєпис
Походив зі знатного шведського роду. Син Йохана (Йона) Філіпссона. Про дату і місце народження Кнута Йонсона нічого невідомо, вперше згадується у 1292 році. Став лицарем десь після 1298 року. У 1305 році став членом державної ради.
У 1310 році призначено королем Бірґером ланґманом (головним суддею) Естерґеталанда. У 1311 році стає дротсом при королі. У 1314 році вимушений був передати цю посаду Йохан Брункову. Протягом 1315—1316 років знову був головним суддею Естерґеталанду.
1317 року підтримав повстання Матса Кеттільмундссона проти короля Бірґера. У 1319 році підтримав Маґнуса Ерікссона як претендента на шведський трон. Того ж року був серед укладачів та підписантів Великої хартії Швецією, якою було обмежену королівську владу. Водночас оженився на представниці роду Бьєльбо (родичів королівської династії Фолькунгів).
У 1322 році стає вдруге ріксдротсом і фактичним правителем королівства Швеції при номінальній регентці Інґеборзі Норвезькій. Він взаємодіяв з Ерлінґом Відкунссоном, що став ріксдротсом Норвегії. Влада Йонсона тривала до 1333 року. За час правління було залагоджено тривалий конфлікт із Новгородською республікою. 12 серпня 1323 в фортеці Шліссельбурґ за наказом Кнута Йонсона Матсом Кеттільмундссоном було укладено мирну угоду з Новгородом. Він встановив кордон між країнами від Фінської затоки по річці Сестра, на північ до озера Сайма і потім на північний захід до берега Ботнічної затоки і закріпив за Швецією західну частину Карельського перешийка.
У 1330 році призначається ланґманом Естерґеталанду. Помер під час своєї каденції у 1347 році. Остання згадка про Кнута Йонссона відноситься до 25 вересня 1345 року, а вже 18 березня 1347 року він посер.

## Родина
Дружина — Катарина (д/н- після 1350), донька Бенґта Маґнуссона, ланґмана Естерґеталанда у 1290—1293 роках.
Діти:
- Філіп (д/н-бл. 1335), канонік Уппсали
- Бірґер
- Маґнус (д/н-1369), ланґман Естерґеталанду у 1340—1364, 1366—1369 роках
- Йон (д/н-1359), лицар, окружний суддя в Естерґеталанді
- Цецилія (д/н-1350), дружина Бо Нільсона, ланґмана Естерґеталанда у 1318 році
- Інґеборґа (д/н-1345), черниця-клариска в монастирі в Стокгольмі